# Rolland W. Redlin

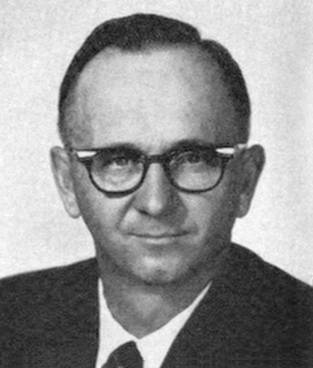
Rolland W. Redlin (1965)

Rolland W. „Rolly“ Redlin (* 29. Februar 1920 in Lambert, Richland County, Montana; † 23. September 2011 in Rapid City, South Dakota) war ein US-amerikanischer Politiker. Er war Abgeordneter im Repräsentantenhaus der Vereinigten Staaten für den US-Bundesstaat North Dakota.
Redlin war von 1965 bis 1967 Kongressabgeordneter für den zweiten Wahlbezirk von North Dakota. Zuvor von 1959 bis 1965 sowie danach anschließend von 1973 bis zu seinem Ausscheiden im Jahr 2000 war er Abgeordneter im Oberhaus von North Dakota, dem Staatssenat. Er war Mitglied der North Dakota Democratic-NPL Party, die mit der Demokratischen Partei der Vereinigten Staaten assoziiert ist. Nach seinem Ausscheiden aus dem Parlament lebte er zuletzt in der Nähe von Minot in North Dakota.